# قربان‌علی محقق کابلی
قربان‌علی محقق کابلی معروف به محقق کابلی (زادهٔ ۸ خرداد ۱۳۰۷ در ولایت پروان – درگذشتهٔ ۲۰ خرداد ۱۳۹۸ در قم) از مراجع تقلید شیعه افغانستان بود.
وی بزرگترین مرجع تقلید در افغانستان بوده است.

## زندگی‌نامه
محقق کابلی در تابستان ۱۳۰۷ هجری شمسی در روستای درهٔ ترکمن واقع در ولسوالی سرخ پارسا ولایت پروان، (منطقه شمال غرب کابل) در یک خانواده مذهبی شیعه هزاره به دنیا آمد. وی آموزش‌های علوم دینی را در سن ۷ سالگی و در نظر برادرش آغاز کرد و سپس در نزد ملاهای محل صرف، نحو، منطق و فقه را آموخت. وی برای ادامه تحصیلات به کابل آمد و به دلیل نبود یک سیستم آموزشی قابل قبول و وضعیت خفقان حاکم، افغانستان را ترک کرد.

## تحصیلات عالی
وی در سال ۱۳۳۲ وارد حوزه علمیه نجف شد و دوره عالی علمی را از اساتیدی چون: سید عبدالاعلی سبزواری، کاظم تبریزی، سید عبدالحسین رشتی، محمدتقی آل رازی، صدرا بادکوبه ای، عباس قوچانی و سید روح‌الله خمینی فراگرفت. آنگاه در درس خارج اصول سید ابوالقاسم خویی و شیخ حسین حلی و در درس خارج فقه محمدباقر زنجانی، محسن حکیم و سید حسین حمامی شرکت نمود.

### فعالیت‌ها
وی در اواخر سال ۱۳۵۱ به افغانستان بازگشت و در شهر کابل ساکن شد. او تا ابتدای سال ۱۳۵۸ در افغانستان ماند که در این مدت به ریاست حوزه علمیه کابل، تدریس علوم دینی، تبلیغ معارف دینی و تأسیس چند مرکز اسلامی از جمله جامعة الاسلام پرداخت. او همچنین اقدام به ساخت مسجد امام خمینی در افغانستان کرد که چند سال بعد تکمیل شد.
حضور محقق کابلی در افغانستان همزمان با ترویج اندیشه‌های کمونیستی و مارکسیستی در این کشور بود و وی به همراه چند عالم دیگر افغانستانی مثل واعظ بهسودی، محمدامین افشار و اسماعیل مبلغ به نقد و تقابل با اندیشه‌های چپ در حوزه علمیه کابل و تقویت گروه‌های مسلمان شیعی پرداختند. با روی کار آمدن حزب دموکراتیک خلق افغانستان که مورد حمایت شوروی بود، همزمان با پیروزی انقلاب اسلامی ایران محقق کابلی افغانستان را ترک کرد.
محقق کابلی ابتدا به پاکستان رفت و با دعوت برخی از احزاب جهادی افغانستانی مقیم این کشور مثل حزب اسلامی و جمعیت اسلامی برای همکاری مواجه شد. در این مدت همراه با افراد احزاب جهادی افغانستان سازمان دفاع از حریم اسلامی را تأسیس نمود. قربان‌علی محقق کابلی یک سال پس از پیروزی انقلاب اسلامی به ایران آمد و با سید روح‌الله خمینی که در نجف استادش بود، دیدار کرد و در مشهد و قم سکنی گزید. او تا سال ۱۳۷۱ در ایران بود و با سقوط دولت کمونیستی در افغانستان همراه با مجاهدان اسلامی به کابل بازگشت. محقق کابلی در آن زمان دبیر شورای عالی نظارت بر حزب وحدت اسلامی بود و با بازگشت به کابل، نماز جمعه را برپا نمود. او بار دیگر در سال ۱۳۷۲ به ایران آمد و با انتشار رساله توضیح المسائل، به‌عنوان مرجع تقلید شیعیان شناخته شد. از وی به عنوان نخستین مرجع تقلید مردمان هزاره نیز یاد می‌شود. وی در کشورهای افغانستان، ایران و پاکستان مقلدانی داشت. محقق کابلی پس از سقوط طالبان نیز چندین بار به افغانستان سفر کرد. وی از سال ۱۳۷۱ به بعد در حوزه علمیه قم در ایران مصروف تدریس بود.

## دیدگاه‌ها
- وی از مخالفین هر نوع افراطی‌گرایی در مراسم عاشورا بود و به همین منظور قمه‌زنی را حرام می‌دانست.[۱۰]

## آثار
- رساله عملیه (توضیح المسائل)
- کتاب مباحث الفقهیه (۴جلد)
- کتاب الخمس
- استفتائات جدید ۲
- وظیفه القضات
- منهاج الصلحاء
- تحریر العروة
- نصایح اخلاقی
- آموزش احکام جوانان
- مناسک حج[۱۱]

## درگذشت
محقق کابلی در شامگاه ۲۱ خرداد ۱۳۹۸ در سن ۹۱ سالگی در شهر قم به دلیل بیماری درگذشت. پیکر وی در زیارتگاه حرم فاطمه معصومه در رواق مطهری در شهر قم مدفون شد.

### واکنش‌ها
- سید علی خامنه‌ای رهبر جمهوری اسلامی ایران در روز ۲۲ خرداد با صدور پیامی درگذشت او را تسلیت گفت.[۱۵]
- رئیس‌جمهور افغانستان محمد اشرف غنی در پیامی درگذشت محقق کابلی را تسلیت گفت و خواستار برگزاری مراسم فاتحه رسمی برای وی در ارگ ریاست‌جمهوری شد.[۱۶]
- ناصر مکارم شیرازی از مراجع تقلید شیعه درگذشت محقق کابلی را تسلیت گفت و وی را مردی متواضع و در خدمت پناهندگان معرفی کرد.[۱۷]
- شورای علمای شیعه افغانستان به دلیل درگذشت محقق کابلی، ۳ روز عزای عمومی اعلام کرد.[۱۸]